# Melanagromyza aguilerai
Melanagromyza aguilerai este o specie de muște din genul Melanagromyza, familia Agromyzidae, descrisă de Spencer în anul 1982. Conform Catalogue of Life specia Melanagromyza aguilerai nu are subspecii cunoscute.